# Stage
Stage (beroepspraktijkvorming, BPV of praktijkstage) is een onderdeel van een opleiding waarin een leerling de praktijk leert. De theorie die op school wordt geleerd, wordt in de praktijk (bij een bedrijf of instelling) geoefend.

## Soorten stages
Er zijn verschillende soorten stages:

### Werkend leren
In het Nederlandse middelbaar en hoger beroepsonderwijs (mbo en hbo) moeten leerlingen verplicht stage lopen in het bedrijfsleven. Soms worden deze stages gecombineerd met een baan in het bedrijf. Als de stage meer dan 60% deel uitmaakt van de totale mbo-opleiding wordt dit de beroepsbegeleidende leerweg (BBL) genoemd. Als er een kleiner deel van de opleiding gebruikt wordt voor stage in het mbo heet dit de beroepsopleidende leerweg (BOL). Stageplaatsen worden erkend door de kenniscentra beroepsonderwijs bedrijfsleven. Zij stellen ook een website beschikbaar waar alle erkende leerbedrijven te vinden zijn.

### Snuffelstage
Een snuffelstage is een stage die niet direct gericht is op het verkrijgen van beroepsbekwaamheden. Een snuffelstage is eerder gericht op het kennismaken met bepaalde beroepsbezigheden zodat bijvoorbeeld op een verantwoorde manier een (nadere) keuze kan worden gemaakt. Meestal vindt dit plaats tijdens het secundair onderwijs/middelbare school, omdat de leerling nog een beginner is en niet toe is aan een volwaardige stage.
Zo is in het onthaalonderwijs ofwel internationale schakelklas voor anderstaligen een snuffelstage in vervolgklassen een waardevol keuze-element. Leerlingen maken niet alleen inhoudelijk kennis met andere studierichtingen/-profielen, maar kunnen zich ook een idee vormen van de daar gestelde studie-eisen.
Voor de stagiair is een snuffelstage vaak ook een eerste kennismaking met een 'lange' werkweek met afwijkende tijden, wat in vergelijking met de schooltijden als zwaar wordt ervaren. Ook de omgang met collega's is nieuw.

### Observatiestage
Hier volgt de scholier het praktijkgebeuren, zonder zelf op te treden. Het is dus een stage die vooral aan het begin van een opleiding past. Zo gaan eerstejaars maatschappelijk werkers enkele weken meelopen in een instelling. Beginnende leerkrachten gaan in een klas observeren. In de hogere jaren volgen dan de uitvoerende taken.

### Participatiestage (specifieke stage) of meeloopstage
Een specifieke stage is een stage die bij de opleiding past. Het is een kennismaking met de praktijk. Hier kan de scholier, onder begeleiding, beroepsspecifieke taken leren uitvoeren.
In het Vlaamse technisch secundair onderwijs en het beroepssecundair onderwijs vormt de stage in de meeste studierichtingen een vast programmaonderdeel. In Nederland is het op het hbo gebruikelijk dat de student zelf een stageplek vindt door middel van een sollicitatieprocedure. Op het mbo krijgen scholieren vaak via de school een stage aangeboden, al zijn er ook opleidingen waar de scholieren zelf een stage mag/moet vinden.

### Afstudeerstage
Hierbij loopt de student het laatste deel van zijn/haar studie stage (van minimaal zes weken tot een jaar). De afstudeerstage wordt afgerond met een verslag of (afstudeer)scriptie. Meestal in het laatste jaar hoger onderwijs of Universiteit. In de Master-opleidingen is de stage dikwijls gecombineerd met de "meesterproef" (vaak gebruikt men ook het de Engels/Nederlandse samenstelling "masterproef"). In sommige scholen houdt men ook rekening met niet-verplichte stages. Binnen het mbo wordt er tegenwoordig gesproken over een Proeve van Bekwaamheid als afstudeerstage. Leerlingen moeten per kerntaak (3 tot 4) in de praktijk laten zien dat zij hun diploma waardig zijn.

### Stagebureaus en stagebanken
Stagebureaus en stagebanken helpen studenten met het vinden van een geschikte stage. Voor stages in ver weg wordt vaak een stagebureau ingeschakeld. Deze bieden vaak ook hun diensten aan bij het verkrijgen van een werkvergunning en het regelen van huisvesting en transport. Populaire stagegebieden zijn onder andere Curaçao, Aruba, Nieuw-Zeeland, Zuid-Afrika, Australië en de Verenigde Staten.
Via gespecialiseerde vacaturebanken voor stages kunnen studenten zelf online naar een stage zoeken en solliciteren op stagevacatures. Omdat studenten zelf naar een stage zoeken betalen ze doorgaans geen bemiddelingskosten.

### Werkstage
Een werkstage is een stage waarbij een werkloze met behoud van zijn/haar bijstandsuitkering werkervaring opdoet bij een bedrijf, gedurende drie tot zes maanden. Soms is dit zelfs een jaar. Vaak zorgt een re-integratiebureau, dat er een stageplek voor de werkzoekende wordt gevonden. Het is vaak wel de bedoeling dat de werkloze doorstroomt naar een echte betaalde baan, maar in de praktijk lukt dit vaak niet. Het bedrijf waar de werkloze stage loopt, kost het geen geld omdat het geen salaris hoeft te betalen aan de werkloze die nog gewoon zijn uitkering ontvangt. De werkloze heeft ook nog steeds een sollicitatieplicht tijdens zijn werkstage en moet zich ook houden aan de overige regels van de bijstandswet.
Wanneer een werkstage plaatsvindt in het kader van de Nederlandse regeling Loon voor uitkering, is er sprake van een reguliere arbeidsovereenkomst met een re-integratiebedrijf, waarbij de cliënt werkzaamheden in de vorm van stage verricht volgens dat arbeidscontract. Deze cliënt valt dan niet meer onder de regels van de bijstandswet omdat de uitkering in de zin van de WWB diende te worden beëindigd met ingang van het arbeidscontract.